# تریشا یروود
تریشا یِروود (انگلیسی: Trisha Yearwood؛ زادهٔ ۱۹ سپتامبر ۱۹۶۴) یک موسیقی‌دان اهل ایالات متحده آمریکا است. وی از سال ۱۹۸۹ میلادی تاکنون مشغول فعالیت بوده‌است.
از فیلم‌ها یا مجموعه‌های تلویزیونی که وی در آن نقش داشته است می‌توان به پزشک دهکده، چیزی به اسم عشق اشاره نمود.